# Ї Со-йон
Ї Со-йон (іноді Лі Со-йон) (кор. 이소연, 2 червня 1978, Кванджу, Південна Корея) — перша космонавтка Південної Кореї, друга азійська жінка-космонавтка. Доктор біотехнологічних наук.

## Варіанти написання імені
Традиційно корейське ім'я 이소연 в українській мові передають як «Лі Со Йон». Цікаво, що в корейській письменності склад 이 вимовляється як українська «Ї», але у прізвищі її заведено записувати згідно з історичною вимовою як «Лі» (наприклад, Лі Мьон Бак).
Варіанти написання імені українською: Йі Сойон, Лі Сойон, Лі Со Йон, Йі Со Йон, І Со Йон.
Варіанти написання імені латиницею: Yi So Yeon, Lee So Yeon, Lee So Yon, Lee So Hyun.

## Етапи космічної підготовки

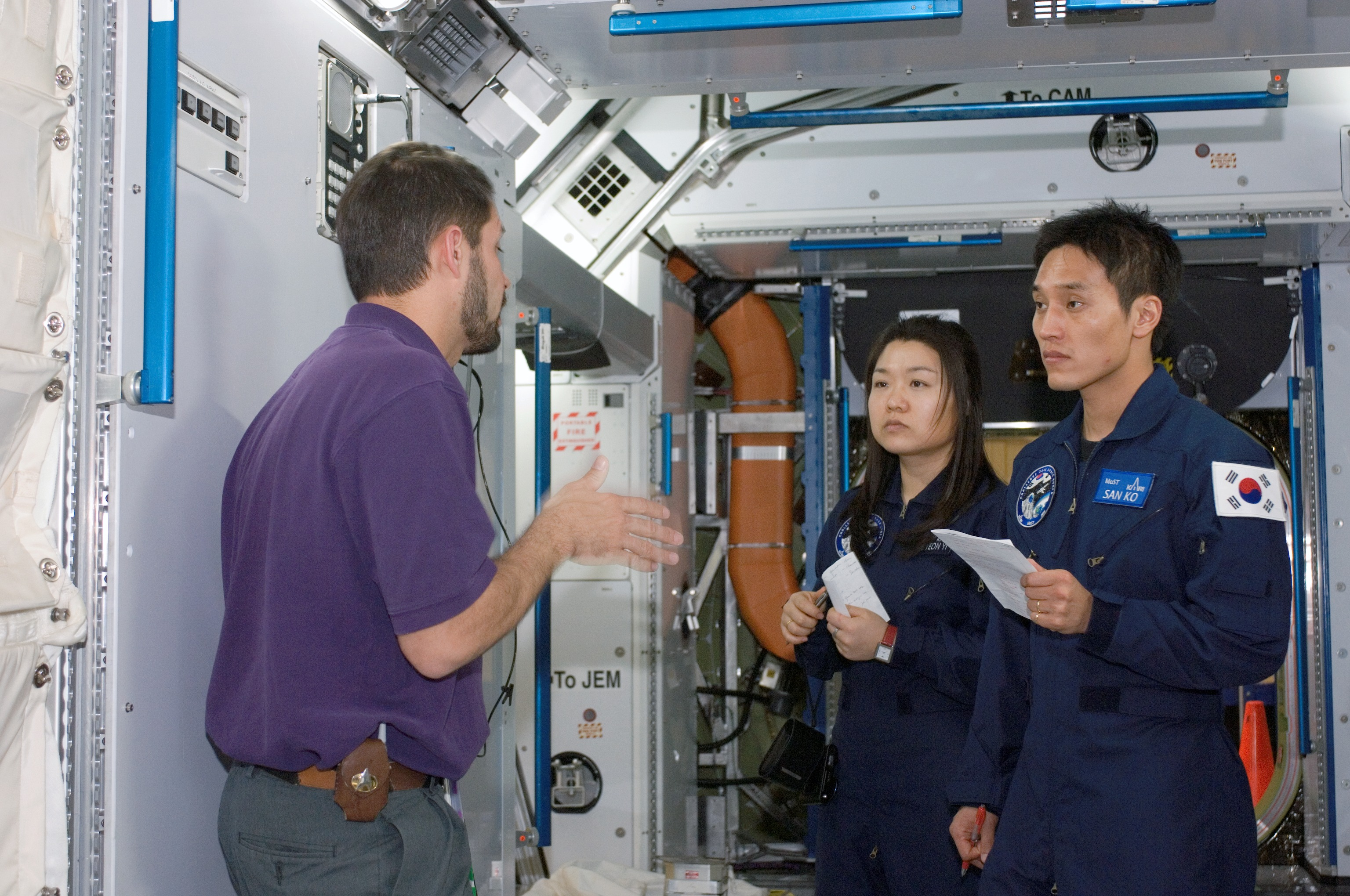
Ї Со-Йон і Ко Сан проходять тренування на макеті станції.

21 квітня 2006 року уряд Південної Кореї в рамках космічної загальнонаціональної програми оголосило відкритий конкурс на участь в підготовці космонавтів до польоту на МКС, на російському кораблі Союз ТМА-12 весною 2008 року. Ї Со Йон стала однією із 36 206 громадян її країни, котрі подали заявку на участь.
- Жовтень 2006 року — Ї Со Йон відібрана як одна з 30 півфіналістів набору.
- Листопад 2006 року — відібрана як одна із 10 фіналістів.
- 2 грудня 2006 року — серед 8 фіналістів направлена на медичне обстеження в ЦПК ім. Ю. О. Гагаріна.
- 12 грудня 2006 року — названа поміж шістьох кандидатів в космонавти.
- 7 березня 2007 року  — розпочала проходження загальнокосмічної підготовки.

Спочатку першим кандидатом був названий корейський космонавт Ко Сан, але за наполяганням російської сторони за неодноразові порушення «протоколу підготовки» 10 березня 2008 року він був виведений із основного екіпажу корабля «Союз ТМА-12» і замінений Ї Со Йон.
8 квітня 2008 року Ї Со Йон вирушила в космос на борту «Союза ТМА-12», з двома російськими космонавтами, тим самим Південна Корея стала третьою країною, після Великої Британії та Ірану, перший космонавт котрої є жінкою. За деякими оцінками, політ Лі Со Йон обійшовся її країні в 20 млн доларів.

## Політ

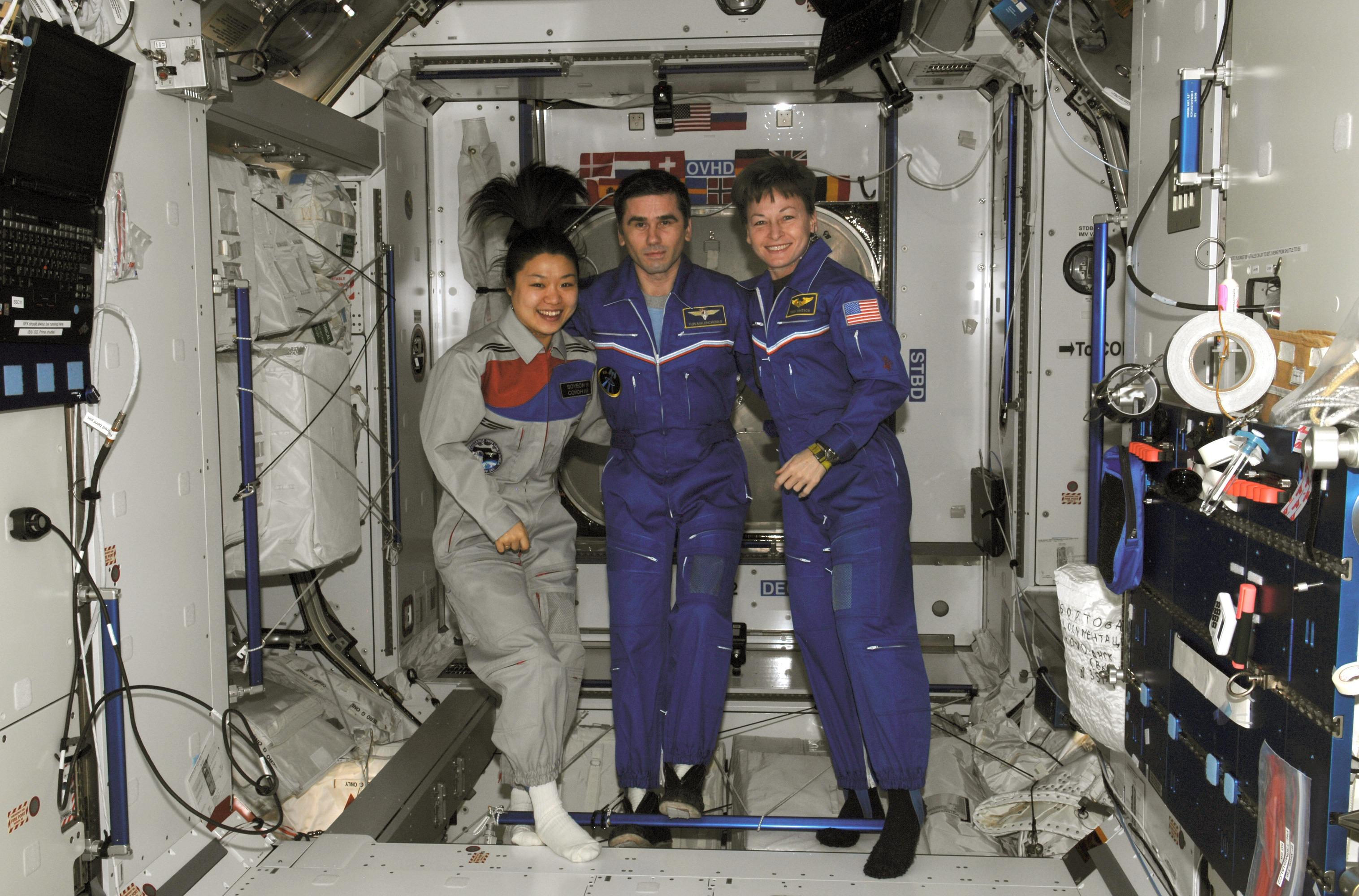
Ї Со-Йон ліворуч.

В ході польоту Ї Со Йон провела 18 наукових експериментів для KARI, давала інтерв'ю і брала участь у конференціях для ЗМІ.

## Повернення
Після закінчення місії Ї Со Йон повернулася на Землю разом із членами екіпажу МКС Пеґґі Вітсон та Юрієм Маленченко на борту корабля «Союз ТМА-11». 19 квітня 2008 року корабель здійснив посадку на території Казахстану, але спускальний апарат зірвався на траєкторію балістичного спуску, і при спуску з орбіти екіпаж отримав десятикратне перевантаження. Внаслідок такого жорсткого приземлення Ї Со Йон після повернення в Корею була на деякий час госпіталізована через серйозні болі у спині.

## Після польоту
Після польоту працює дослідницею у KARI.

## Приватне життя
Ї Со-Йон не одружена. З 12 років займається тхеквондо. Входить в Олімпійську збірну своєї країни.